# Jdbgmgr.exe
Jdbgmgr.exe är en felsökningshanterare för Java i Microsoft Java runtime engine och ingår i Microsoft Windows.

## Falskt virus
En falsk virusvarning, ett så kallat virus hoax, spreds 2002 via e-post som uppmanade användare att radera en fil benämnd jdbgmgr.exe. I e-brevet påstods det att jdbgmgr.exe var ett datorvirus och att filen inte kunde upptäckas och tas bort av McAfee eller Norton Antivirus. Även om filen kan infekteras av skadliga program eller virus innehåller filen ursprungligen ingen skadlig kod.
Hoaxet finns i flera varianter och har översatts till ett antal olika språk. Den ursprungliga varianten ser ut så här:
| ” | I have been informed that the following file is a virus that may be in you C drive. Please go into your find file and if this exists (it has an icon of a bunny) please do not open. Use your right click button and just delete, then go into your recycle folder and delete it from there, do not open. If this exists, please let everyone know in your address book. jdbgmgr.exe | „ |